# Bảo tàng ở Rybnik
Bảo tàng ở Rybnik (tiếng Ba Lan: Muzeum w Rybniku) là một bảo tàng tọa lạc tại số 18 Quảng trường chợ, Rybnik, Ba Lan.

## Lịch sử
Bảo tàng ở Rybnik được thành lập vào ngày 29 tháng 4 năm 1970. Bộ sưu tập cơ sở của bảo tàng là các bộ sưu tập của Bảo tàng Xã hội của Vùng Rybnik-Wodzisław, cuộc triển lãm đầu tiên của bảo tàng này ra mắt vào năm 1957. Từ ngày 24 tháng 4 năm 2020, bảo tàng được đổi tên thành Bảo tàng Cha Emil Drobny ở Rybnik.

## Hoạt động
Bảo tàng tổ chức các cuộc triển lãm thường trực sau đây:
- "Rybnik - thành phố của chúng ta"
- "Các phường hội thủ công mỹ nghệ ở các thành phố Thượng Silesia trước năm 1939"
- "Khai quật và khai thác mỏ"

Ngoài hoạt động triển lãm, bảo tàng còn thực hiện hoạt động khoa học, cụ thể là tập trung vào việc nghiên cứu các vấn đề có tính khu vực và lịch sử của nghề thủ công, tổ chức các hội thảo khoa học và hợp tác với các tổ chức khoa học. Bảo tàng cũng tiếp tục mở rộng các bộ sưu tập của bảo tàng.
Các sự kiện lớn từng diễn ra tại bảo tàng bao gồm:
- Đêm bảo tàng
- Buổi hòa nhạc mang tên "Âm nhạc ở Tòa thị chính"
- Chuỗi bài giảng "Ở giữa quá khứ và lịch sử"